# Vienne-en-Val

Vienne-en-Val este o comună în departamentul Loiret din centrul Franței. În 1 ianuarie 2022 avea o populație de 1.965 de locuitori.